# Martin Tomczyk

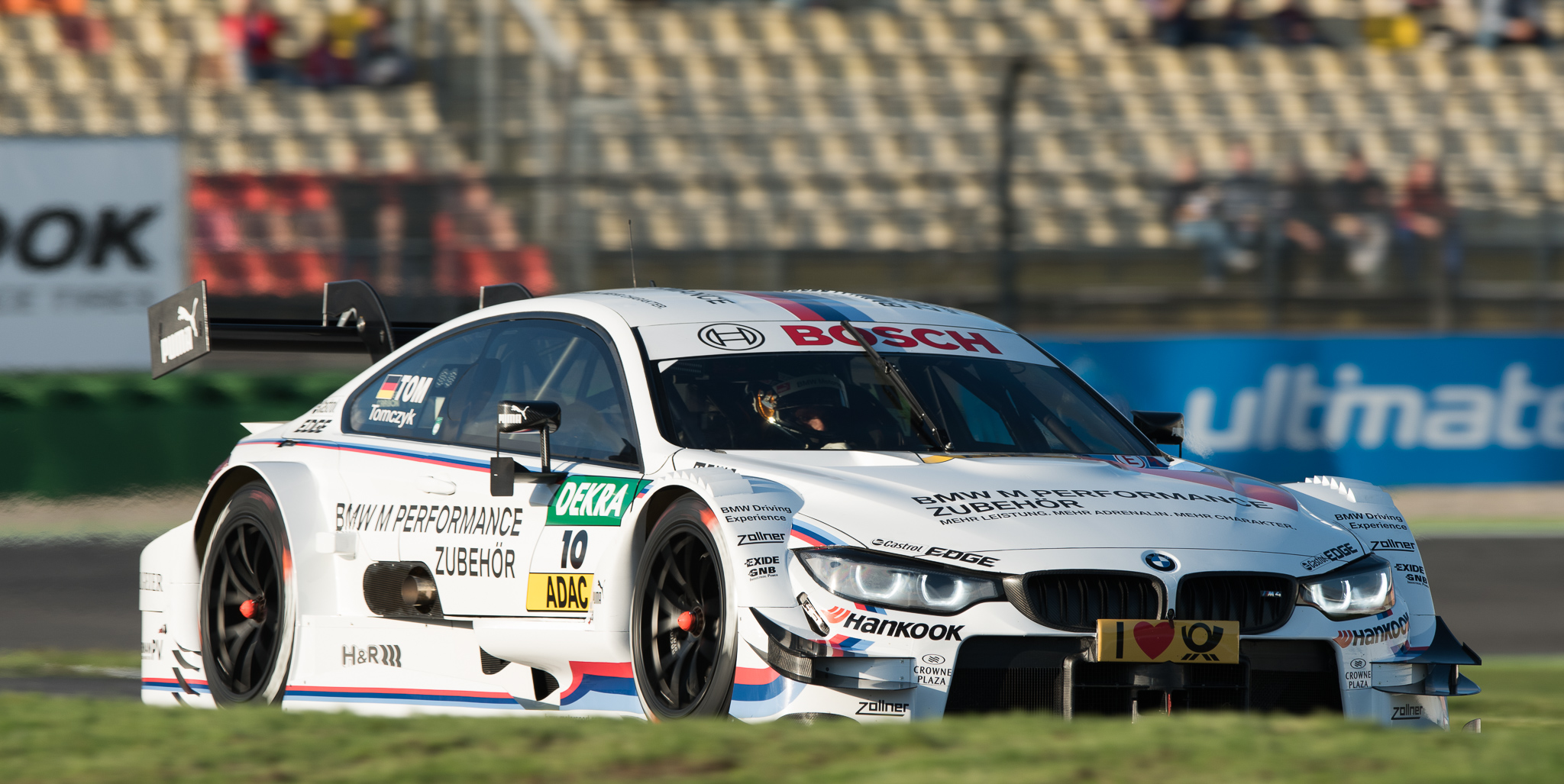
Martin Tomczyk nel DTM 2014

Martin Tomczyk (Rosenheim, 7 dicembre 1981) è un pilota automobilistico tedesco della BMW Motorsport. È stato campione del DTM nel 2011, arrivando terzo nel 2007, quarto nel 2006 e quinto nel 2004.